# Paulina Cabrero y Martínez
El 1 de febrero de 1822 vio nacer a Paulina Cabrero y Martínez de Ahumada, cantante, compositora, pianista, arpista y organista que cultivó uno de los géneros más practicados en la música de salón del siglo XIX: el canto con acompañamiento de piano. Su obra era escuchada con frecuencia en la corte de Isabel II, y aunque nunca se la consideró profesional, fue una figura bastante mediática y aclamada por la prensa. Paulina Cabrero poseía una gran destreza- tanto técnica como expresiva- para tocar instrumentos, y según la crítica, sus habilidades como cantante eran exquisitas. Todo ello contribuyó al éxito del que disfrutó entre sus coetáneos, pero si por algo ha pasado a la historia esta compositora, es por haber sido una de las pioneras en la consolidación de la romanza en el territorio español.

Por fin, puede decirse, que doña Paulina Cabrero de Ahumada es la profesora artista-música aficionada más distinguida de España, por reunir en ella un triple talento de compositora aventajada y distinguida cantatriz é instrumentista
Baltasar Saldoni, en Diccionario biográfico-bibliográfico de efemérides de músicos españoles

## Biografía
La compositora nació en el seno de una familia burguesa en contacto con la cultura y el arte. Tanto es así, que su padre, Pablo Cabrero y Cosculluela, fue uno de los fundadores del Liceo Artístico y Literario de Madrid, y creó, además, el Diorama de Madrid, siendo pionero en la impulsión de este tipo de espectáculos en la nación.
Nacida en 1822, fue la primera de cuatro hermanos. Julia Cabrero nació tan sólo un año después, en 1823; Enriqueta, en 1827, y Pablo, en 1830, muriendo Josefa, la madre de los pequeños, en el parto.
La compositora se inició en la música a una edad muy temprana. Ella y sus hermanas, tuvieron la posibilidad de ingresar en el colegio Las Concepcionistas, donde recibieron una educación musical esmerada. En su infancia, ya era capaz de tocar el piano con destreza y tuvo la oportunidad de cantar frente a figuras importantes del momento como Fernando VII. Tanto ella como sus dos hermanas cantaron e interpretaron música desde muy jóvenes ante la familia real (primero para Fernando VII, y posteriormente, para Isabel II), y colaboraron en conciertos benéficos y otros acontecimientos sociales importantes. Con la muerte de su madre, en 1830, Paulina, Julia y Enriqueta abandonarían el colegio y continuarían su educación de forma privada.  
Tras este trágico suceso, sería Rosario, la prima de estas, la que, junto a Joaquín Cabrero (padre de Rosario y hermano de Don Pablo Cabrero) y una institutriz llamada Javiera de Girón, se ocuparían de parte de la educación musical de las tres jóvenes. La enseñanza de Pablo, sin embargo, se enfocó al mundo de los negocios. El que las niñas aprendieran música era algo muy extendido en la actualidad del momento, lo que demuestran estas líneas de Espín y Guillén para la revista Iberia Musical:

De todas las diferentes clases que concurren a formar la educación de nuestras jóvenes, acaso sea la música la que contribuye más esencialmente a dar realce a nuestras niñas, colocándolas a una altura elevada, donde se dejan admirar por su talento y bellísimas prendas físicas y morales.
Espín y Guillén

A lo largo de su vida, Paulina Cabrero recibió, además, clases de música por parte de figuras como José Cruz, Mariano Rodríguez Ledesma, Saldoni y Espín y Guillén (en cuyos conciertos, a menudo, Paulina actuaba) A los dieciocho años de edad, viajó a París, donde recibiría lecciones de canto por parte de Bordogni y entraría en contacto con las soireés parisinas. Esta relación con Francia explica que fuera una de las compositoras con las que se consolidó el género romanza en España, pues con la llegada al trono del rey Luis Felipe, la romanza experimentó un gran auge en París, lo que terminaría extendiéndose a la península ibérica.
La mayoría de sus obras las compuso entre los años 1838 y 1845, momento en que el salón de su padre, don Pablo Cabrero- lugar en el que la compositora estrenó sus primeros trabajos- era uno de los más cotizados en Madrid. La colección Primeras Inspiraciones musicales sería la que marcaría el principio de su carrera. Esta colección, junto a la obra La tumba de mi madre, se estrenó en el mencionado salón en 1842, y ambas fueron aclamadas por la crítica. Recibió reseñas favorables en revistas como El Anfión Matritense, Semanario Pintoresco Español o la Iberia musical, donde Soriano Fuertes escribió:

Paulina Cabrero en esta composición música no ha sido mujer, no; ha sido un ángel inspirado del Señor que cruzando el anchuroso espacio ha venido á la tierra á recordarnos la morada celestial. Nos parecía todo un sueño; nuestras miradas recorrían el salón, y nos velamos unos a otros extasiados por un encanto mágico y casi sin poder hablar. Nuestros corazones sufrían, nuestros ojos destilaban llanto, y sin embargo la causa que nos hacia sentir estos efectos no hubiésemos querido que concluyese jamás
Soriano Fuertes

Desde 1844, fue colaboradora de una revista semanal literaria junto a figuras como Carolina Coronado, y alrededor de 1845, redujo su ritmo compositivo y emprendió un nuevo viaje a París, donde continuó interpretando soireés. También estuvo en Londres, donde conoció y trabajó con compositores como Meyerbeer. Con la muerte de su padre, en 1846, regresó a España, donde contrajo matrimonio con un militar y se instaló en Valladolid, lugar en el que abriría un salón de conciertos y se haría cargo de la Real Fábrica de Platería, heredada de su abuelo materno. Su regreso a Madrid, en el año 1857 la llevó a inaugurar una tertulia musical.
Paulina Cabrero presidió, en los últimos años de su vida, la sección de señoras de La Cruz Roja Española y la Comisión Central de la misma organización y murió en el año 1901.

## Estilo y obra
El número de composiciones que se le atribuyen se aproxima a las setenta. Creó obras religiosas, música de salón-tanto vocal como instrumental-y piezas de baile. Cabe destacar, que el grueso de su obra es vocal:, 

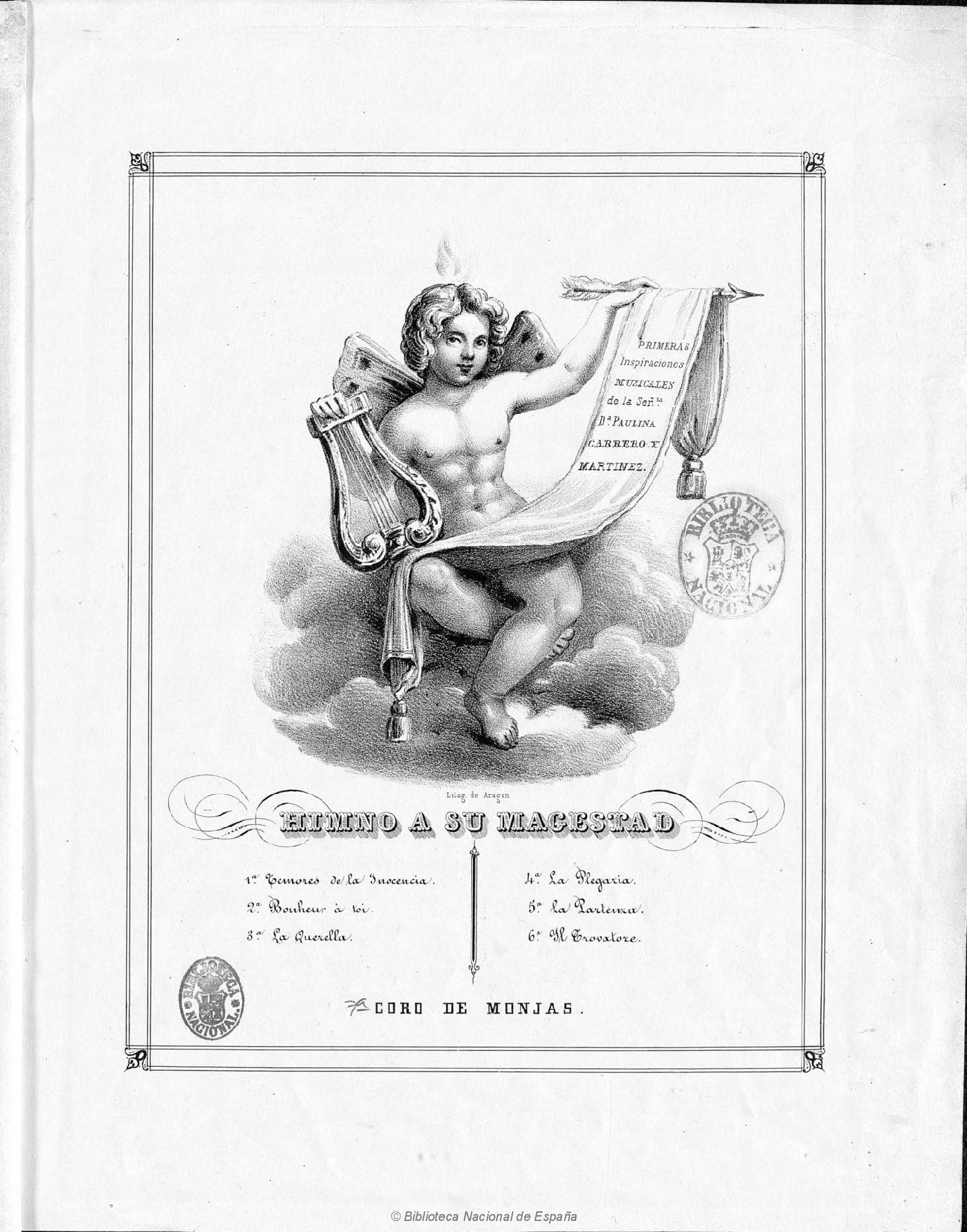
Primeras impresiones musicales: Himno a su magestad, Temores de la inocencia, Bonheur à toi, La Querella, La plegaria, La partenza, Il trovatore y Coro de monjas.

Como se ha mencionado, Primeras Inspiraciones Musicales fue la colección con la que Paulina Cabrero se consagró como compositora. Esta está formada por siete obras vocales y una obra para coro y su publicación se produjo en 1842. Entre las piezas que forman parte de esta colección, destacan Temores de la inocencia (cuyo texto fue escrito por Romero Larrañaga, letrista de la mayor parte de sus composiciones) o Bonheur a toi (romanza francesa con acompañamiento para arpa o piano) Primeras Inspiraciones Musicales fue muy bien recibida por la crítica como relata Espín y Guillén en Iberia Musical

Hecho nuestro análisis con el detenimiento y conciencia que se merecen las primeras inspiraciones musicales de Paulina Cabrero y Martínez, no podemos menos de felicitar a la joven compositora por el buen éxito con que cultiva el arte y por las excelentes producciones que acaba de publicar, que desde luego merecen nuestra débil aprobación, haciéndonos considerar a Paulina en una altura donde hasta ahora hemos visto colocadas a pocas personas.
Espín y Guillén

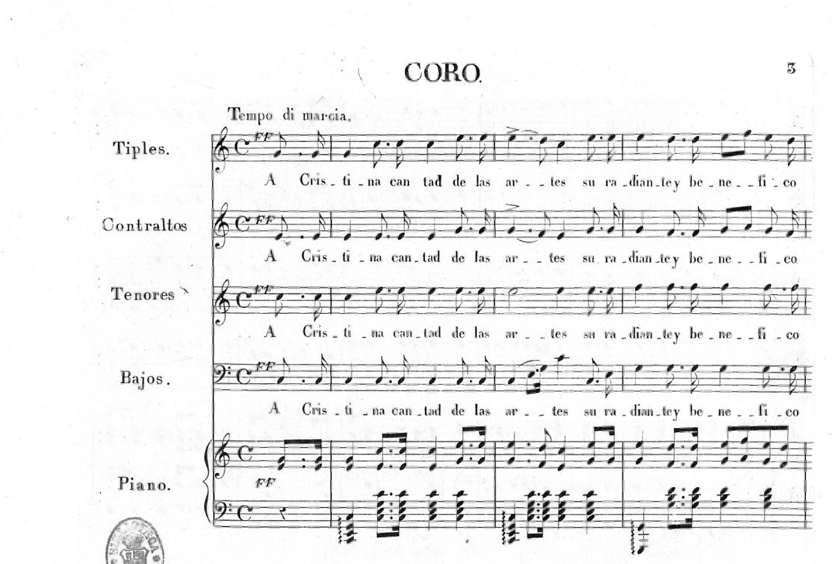
Himno a S.M la Reina Gobernadora y sus excelsas hijas

Más allá de la buena recepción que obtuvo, esta colección es de gran relevancia por ser la primera escrita por una mujer editada en España. En ella, también escribió el Himno a S.M la Reina Gobernadora y sus excelsas hijas, para piano y cuatro voces, dedicada a la reina Isabel, y una vez más, con texto de Larrañaga. Estas obras presentan influencias del estilo italiano aprendido de Saldoni y Donizetti, así como de la romanza francesa
La variedad de influencias que confluyen en la obra de Paulina se demuestra haciendo un pequeño análisis de la misma. En esta colección, se nos presentan composiciones cantábiles, con estrofas a dúo y armonización sencilla como Himno a S.M la Reina Gobernadora y sus excelsas hijas, y otras en las que nos muestra su destreza armónica mediante el uso de texturas más complejas, como pudiera ser Bonheur a toi.

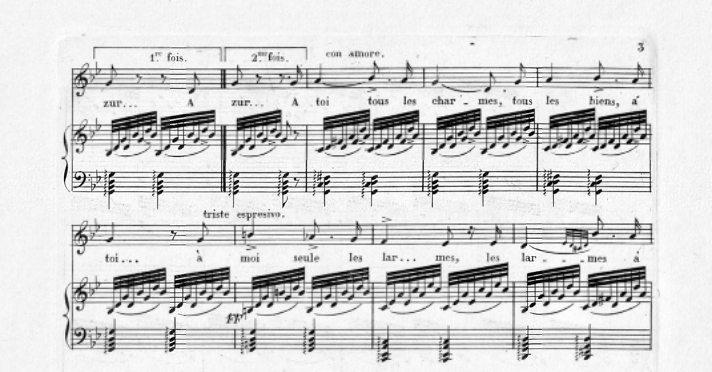
Bonheur a toi

Otra colección importante fue Ecos de Alegría. 6 canciones españolas, que se publicó tan solo un año después. En ella, la autora consigue conjugar el operismo italiano y la romanza gala con elementos melódico-rítmicos de sabor españolizante.
En síntesis, se podría decir que el grueso de la obra de Cabrero es estrófica, con preludios e interludios instrumentales, y que en ella conviven elementos propios de la romanza francesa, del bel canto italiano, así como cierto sabor españolizante (ritmo de seguidilla encontrado en El gusto en la variación o El médico amor) Todo ello genera melodías genuinas, que, de la mano de armonías expresivas, consiguen cubrir sus composiciones con un velo de gran sentimentalismo, dramatismo y expresividad. 
No se puede describir la obra de esta compositora sin aludir a la estrecha colaboración que mantuvo con Gregorio Romero Larrañaga, cuyas letras se encuentran en unas 20 composiciones de Paulina. Con ello, una poesía caracterizada por la uniformidad rítmica, en la que se imprimen temáticas propias de la época romántica, se une a la música de Paulina Cabrero y da lugar a obras tan bien acogidas por los espectadores como Temores de la Inocencia:

Temores de la Inocencia
Aunque niña edad ya tengo,
Para temer la falsía
que el mundo en sus tratos cría,
y su torpe y su torpe adulación.
Ya sé que el lloro es la herencia,
que a la mujer ha quedado,
¡y soy mujer!
Padre amado, guarda tú, ¡ay!
guarda tú mi corazón.
¿Ves esa nube lluviosa
que fecundiza la tierra?
También en su seno encierra
el rayo de destrucción.
¿Si da su jugo a las plantas,
por qué las abrasa luego?
Guarda mí Padre, te ruego,
guarda tú, ¡ay!
Guarda tú mi corazón.
Guarda mí Padre, te ruego.

## Producción artística digitalizada
| Colección | Obra | Fecha       | Materia                                 | Texto escrito por                                         | Link del manuscrito     |
| - | A Dios: despedida a la Stma. Virgen a tres | 1871        | Canto religioso mariano                 | Vicenta Villalonga                                        | https://cutt.ly/NT99wuh |
| - | Sálvale o Virgen María | 1842        | Canto religioso con piano               | Gregorio Romero Larrañaga                                 | https://cutt.ly/CT9877B |
| Primeras inspiraciones musicales | |             |                                         |                                                           |                         |
| - | La partenza | 1842        | Canción con piano                       | Pietro Metastasio                                         | https://cutt.ly/0T98GGg |
| - | La querella | 1842        | Canción con piano                       | Pietro Metastasio                                         | https://cutt.ly/AT98VS5 |
| - | Himno compuesto espresamente en honor de S.M. la Reina Gobernadora con motivo de su augusta visita a la Fábrica Platería de Martínez en compañía de sus excelsas hijas el día __ de junio de 1838 | 1842        | Himno, coro profano a 4 voces con piano | Gregorio Romero Larrañaga.                                | https://cutt.ly/jT98eG1 |
| - | Il trovatore | 1842        | Himno, coro profano a 4 voces con piano | Gregorio Romero Larrañaga.                                | https://cutt.ly/NT94b2R |
| - | Temores de la inocencia | 1842        | Canción con piano o con arpa            | Gregorio Romero Larrañaga                                 | https://cutt.ly/gT94gjR |
| - | Bonheur à toi | 1842        | Canción con piano                       | Émile Barateau                                            | https://cutt.ly/oT99lyv |
| Colección de Villancicos cantados en la Yglesia del Buen Retiro en presencia de S.M. la Reyna de España Dª Isabel II y su augusta hermana | |             |                                         |                                                           |                         |
| | La adoración de los pastores | c. 1843     | Villancicos polifónicos                 | Gregorio Romero Larrañaga y Manuel Bretón de los Herreros | https://cutt.ly/AT992Lj |
| | El nacimiento de Dios | c. 1843     | Villancicos polifónicos                 | Gregorio Romero Larrañaga y Manuel Bretón de los Herreros | https://cutt.ly/AT992Lj |
| | La noche buena | c. 1843     | Villancicos polifónicos                 | Gregorio Romero Larrañaga y Manuel Bretón de los Herreros | https://cutt.ly/AT992Lj |
| | El misterio de Belén | c. 1843     | Villancicos polifónicos                 | Gregorio Romero Larrañaga y Manuel Bretón de los Herreros | https://cutt.ly/AT992Lj |
| - | Coro de monjas | desconocido | Coro religioso con órgano               | Ramón Navarrete                                           | https://cutt.ly/cT93gSy |
| Ecos de alegría: 6 canciones españolas | |             |                                         |                                                           |                         |
| | El gusto en la variación | 1843        | Canciones con piano                     | Gregorio Romero Larrañaga                                 | https://cutt.ly/1T93Imk |
| | El médico del amor | 1843        | Canciones con piano                     | Gregorio Romero Larrañaga                                 | https://cutt.ly/1T93Imk |
| | La tentación | 1843        | Canciones con piano                     | Gregorio Romero Larrañaga                                 | https://cutt.ly/1T93Imk |
| | La jardinera | 1843        | Canciones con piano                     | Gregorio Romero Larrañaga                                 | https://cutt.ly/1T93Imk |
| | El fuego sin juegos | 1843        | Canciones con piano                     | Gregorio Romero Larrañaga                                 | https://cutt.ly/1T93Imk |
| | La hermosa desdeñada | 1843        | Canciones con piano                     | Gregorio Romero Larrañaga                                 | https://cutt.ly/1T93Imk |
| - | Padre mío de mi vida, guarda tu mi corazón | c. 1845     | Canción con piano o arpa                | Gregorio Romero Larrañaga                                 | https://cutt.ly/FT98vBH |
| | La partenza | 1842        | Canción con piano                       | Pietro Metastasio                                         | https://cutt.ly/0T98GGg |

## Hemerografía
- ESPÍN y GUILLÉN, Joaquin, «Semanario de los artistas, sociedades y teatros», Iberia Musical, 27 (1842), p. 165.
- FUERTES, Soriano, «Semanario de los artistas, sociedades y teatros», La Iberia Musical, 18, 1842, pág. 71.

- Datos: Q30331244